# 昆明假瘤蕨
昆明假瘤蕨（学名：Phymatopteris hirtella）为水龙骨科假瘤蕨属下的一个种。生云南松林下，海拔2000-2100米。

## 扩展阅读
- 維基物種上的相關：昆明假瘤蕨